# ケリー・ハンセン
ケリー・ハンセン（Kelly Hansen、1961年4月18日 - ）は、アメリカの歌手で、2005年からロック・バンド、フォリナーのリード・シンガーを務めていることで最もよく知られている。
ハンセンは、独立系スタジオ・シンガーとしてキャリアをスタートした。その後、ギタリストのロバート・サーゾとベーシストのトニー・カヴァーゾ（それぞれ、クワイエット・ライオットで有名なルディ・サーゾとカルロス・カヴァーゾの兄弟）と出会い、1984年にハードロック・バンド、ハリケーンを結成した。ハリケーンは、1980年代中期から後半、そして1990年代にかけて、ある程度の商業的成功を収めた。しかし、ハリケーンのレコード・レーベルが1991年に倒産し、その後すぐにバンドは解散した。ハンセンは音楽制作を続け、スラッシュズ・スネイクピット、ファーギー・フレデリクセン、ドン・ドッケン、ブルジョワ・ピッグスなど、数多くのプロジェクトでゲスト・シンガーやセッション・シンガーとしてレコーディングを行った。1998年、ハンセンはボーカリストのマーシー・フリーに代わってバンド、アンルーリー・チャイルドに加入。アンルーリー・チャイルドでは1999年初頭にリリースされたアルバム『ウェイティング・フォー・ザ・サン』をレコーディングした。2001年にはハリケーンが、メンバー構成を変えてニュー・アルバム『リキフリー』で復活。2003年、ハンセンはファブリツィオ・V・ジー・グロッシと手を組み、パーフェクト・ワールドというバンド名でセルフタイトル・アルバムをレコーディングした。
ハンセンは2005年にフォリナーへ加入。ルー・グラムはミック・ジョーンズとの対立が続いたため2003年に脱退していた。ハンセンはフォリナーの3人目のリード・シンガーで、ルー・グラムとジョニー・エドワーズがハンセンの前任者である。
ハンセンはロサンゼルスの2つの家で時間を分けて暮らしている。1つはカラバサス、もう1つはマリブにある。
ハンセンはコロラド州オーロラのスモーキーヒル高校に通った。

## ディスコグラフィ

### リーダー・アルバム
- Into the Light (2000年) ※with ティム・ドナヒュー

### ハリケーン
- 『TAKE WHAT YOU WANT』 - Take What You Want (1985年)
- 『オーバー・ジ・エッジ』 - Over the Edge (1988年)
- 『スレイヴ・トゥ・ザ・スリル』 - Slave to the Thrill (1990年)
- 『リキフリー』 - Liquifury (2001年)

### アンルーリー・チャイルド
- 『ウェイティング・フォー・ザ・サン』 - Waiting For The Sun (1998年)

### パーフェクト・ワールド
- 『パーフェクト・ワールド』 - Perfect World (2003年)

### フォリナー
- Extended Versions (2006年) ※ライブ
- 『コンプリート・ベスト～ノー・エンド・イン・サイト』 - No End in Sight: The Very Best of Foreigner (2008年) ※コンピレーション
- 『キャント・スロー・ダウン』 - Can't Slow Down (2009年)
- Can't Slow Down...When It's Live! (2010年) ※ライブ
- Extended Versions II (2011年) ※ライブ
- Acoustique: The Classics Unplugged (2011年) ※ライブ
- Jukebox Heroes (2012年) ※コンピレーション
- An Acoustic Evening With Foreigner (2013年) ※ライブ
- I Want To Know What Love Is - The Ballads (2014年) ※コンピレーション
- 『ザ・ベスト・オヴ・フォリナー4・ライヴ&モア』 - The Best of 4 & More (2014年) ※ライブ
- Greatest Hits Live (2015年) ※ライブ
- In Concert - Unplugged (2016年) ※ライブ
- 『40 -40ヒッツ・フロム・40イヤーズ ベスト・オブ・フォリナー』 - 40 - Forty Hits From Forty Years: 1977-2017 (2017年) ※コンピレーション
- 『フォリナー・ウィズ・21世紀シンフォニー・オーケストラ&コーラス〜ライヴ・イン・スイス 2017』 - Foreigner with the 21st Century Symphony Orchestra & Chorus (2018年) ※ライブ
- Double Vision: Then And Now - Live Reloaded (2019年) ※ライブ

### 参加アルバム
- エア・パヴィリオン : 『サラフ・コフ』 - Sarrph Cogh (1994年)
- エア・パヴィリオン : 『リヴァー・ザ・ライフ』 - The River / The Life (1999年)
- スチュアート・スミス : 『ヘヴン・アンド・アース』 - Heaven and Earth (1999年)
- Various Artists : A Tribute to Guns N' Roses - Appetite for Reconstruction (1999年) ※「Anything Goes」で参加
- Various Artists : 『デフ・レパード・トリビュート』 - A Tribute to Def Leppard - Leppardmania (2000年) ※「Rock of Ages」で参加
- Various Artists : 『スコーピオンズ・トリビュート〜feat.ジョージ・リンチ』 - A Tribute to The Scorpions - Covered Like a Hurricane (2000年) ※「Here I Am (Rock You Like A Hurricane)」で参加